# Доходный дом церкви Троицы на Грязех
Дохо́дный дом це́ркви Тро́ицы на Гря́зех (Дом со зверя́ми, Дом Вашко́ва) — историческое здание в Москве на Чистопрудном бульваре. Было построено в 1908 году для общины храма Троицы Живоначальной на Грязех у Покровских ворот на средства купцов Оловянишниковых. Оформлено уникальными барельефами работы художника Сергея Вашкова. Перестраивалось в 1944—1945 годах, частично утратило оригинальный декор. Последняя реставрация была проведена в 2016-м.

## История

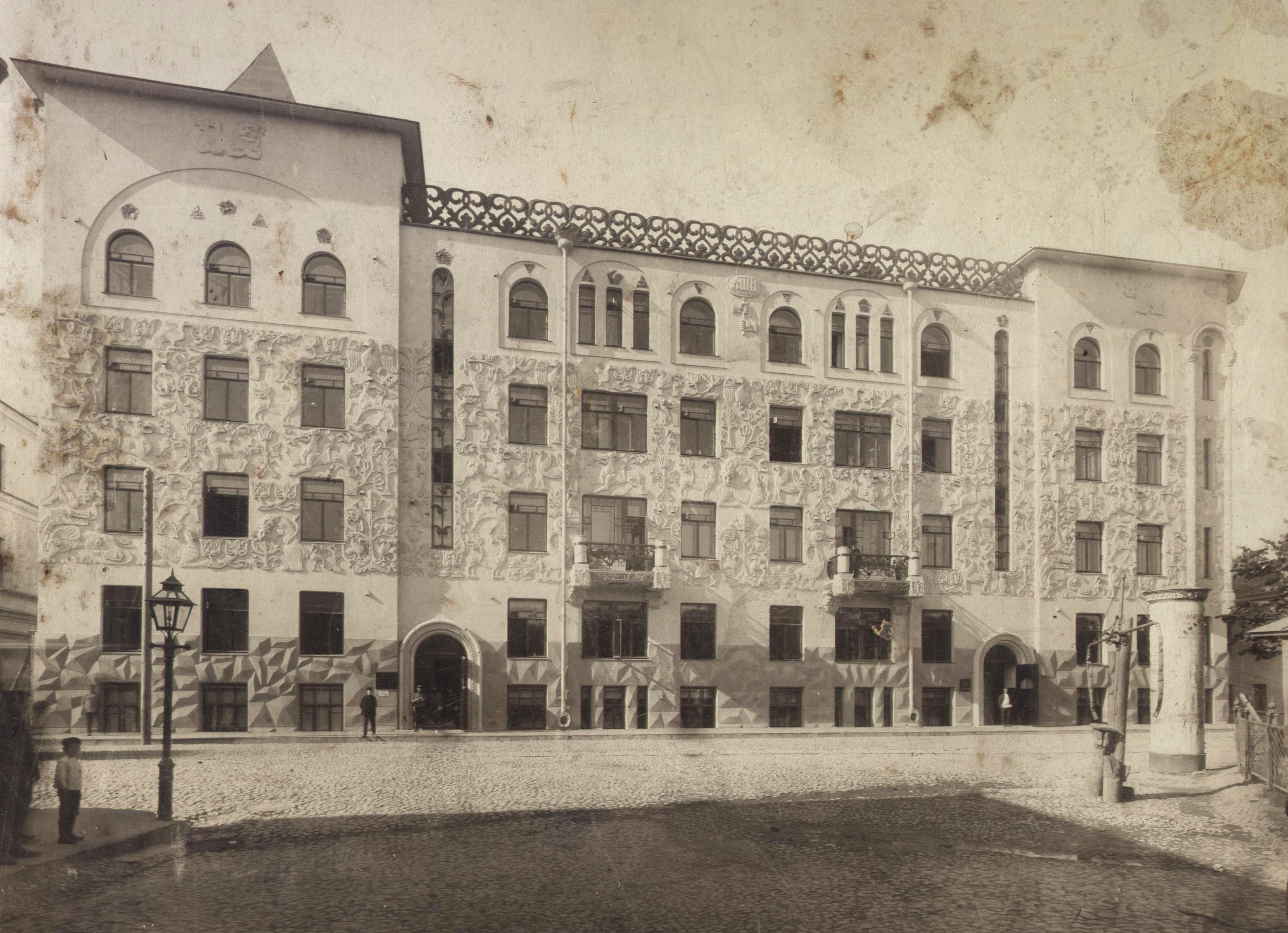
Вид дома в 1911—1917 гг.

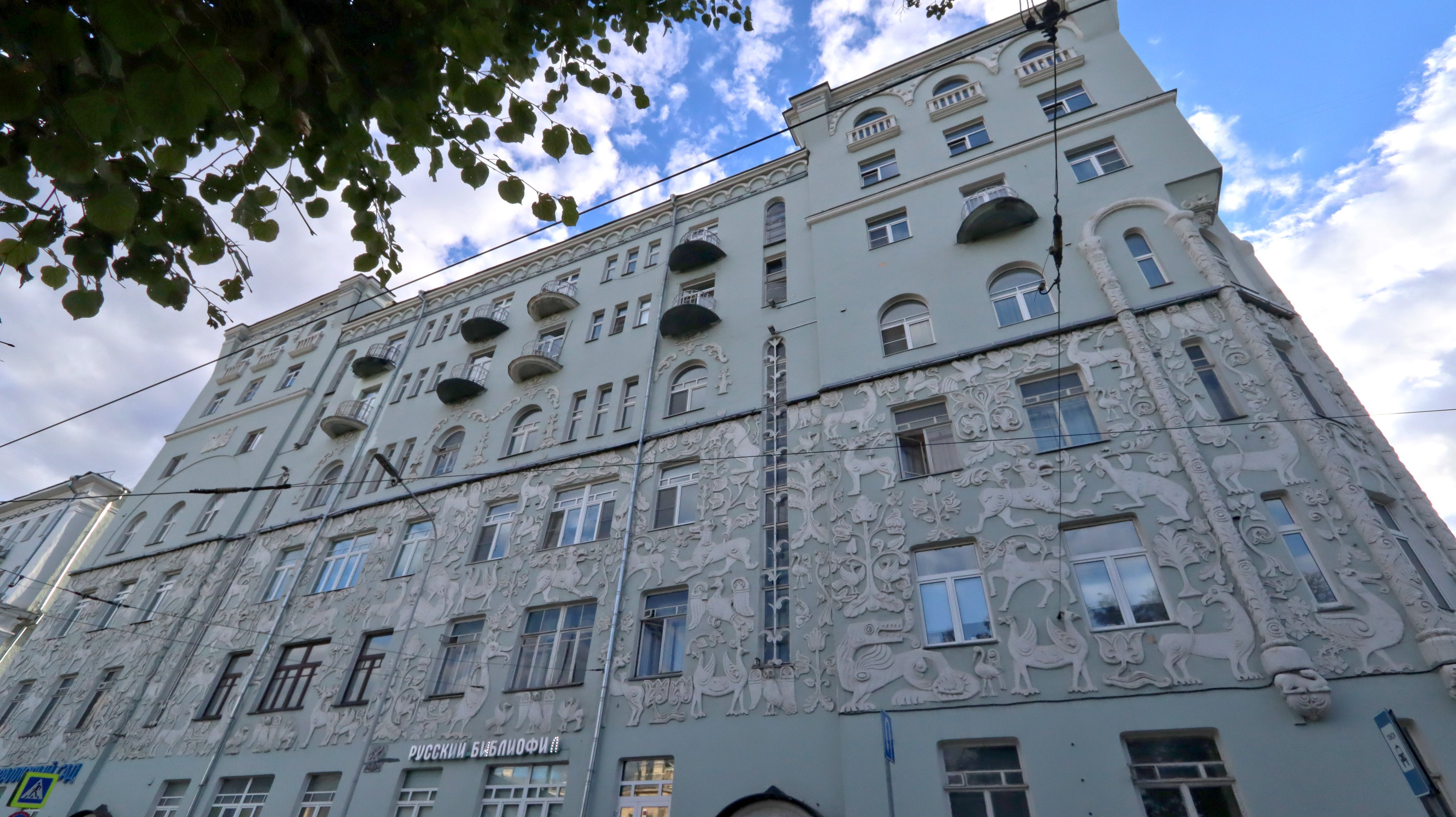
Вид дома в 2022 г.

В конце XIX — начале XX века на Чистопрудном бульваре развернулось масштабное строительство: старые одно- и двухэтажные здания сносились, а на их месте возводились новые доходные дома, в которых применялись новейшие по тому времени инженерные конструкции с несущими железобетонными перекрытиями, позволявшими создавать просторные помещения с высокими потолками без внутренних перегородок.
Одним из таких домов стал № 14, построенный в 1908—1909 годах для близлежащей церкви Троицы на Грязех. Средства на строительство пожертвовала семья купцов Оловянишниковых. Церковная община предоставляла некоторые квартиры нуждающимся прихожанам, остальные сдавались в аренду. На вырученные деньги община содержала церковно-приходскую школу и поддерживала малоимущие семьи. Авторами проекта здания являются архитектор Лев Кравецкий и инженер Пётр Микини.
Конструктивно дом отличался простотой: прямоугольный в плане, высотой в пять этажей, с двумя подъездами и шатровой кровлей. Его главной особенностью стал выразительный декор фасадов, который создал художник Сергей Вашков. Эту кандидатуру предложили ктиторы Оловянишниковы, ещё до окончания обучения в Строгановском училище Вашков стал работать на их фабрике церковной утвари, а к 1901 году занял пост её художественного руководителя.
По эскизам Вашкова на третьем и четвёртом этажах дома был выложен «ковёр» из терракотовых барельефов, изображающий сказочных зверей, птиц и растений. Художник являлся учеником Виктора Васнецова, большим ценителем традиций русской живописи, особенно церковного направления. Главным вдохновением для работы над оформлением доходного дома церкви Троицы на Грязех он называл декор Дмитриевского собора во Владимире. Барельефы Вашкова не были прямым заимствованием, а скорее авторским переосмыслением, переносом древних образов в реалии начала XX века: его фигуры животных и растений получили подчёркнуто гротескный, масштабный вид.

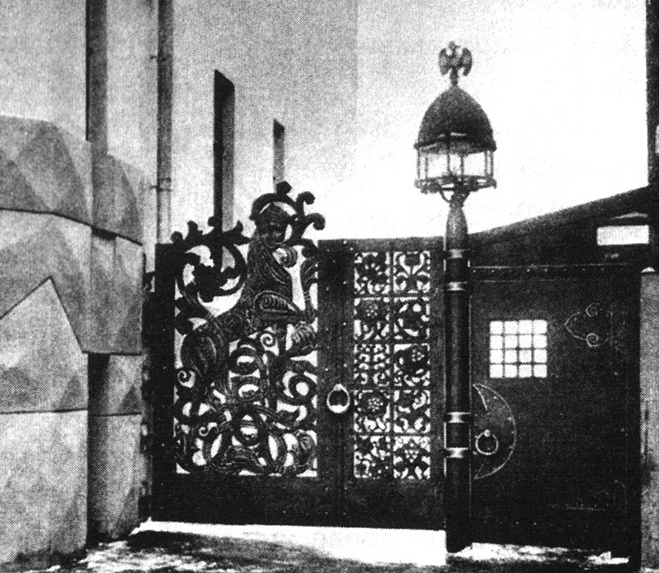
Калитка дома, начало XX века

Цоколь здания был оформлен рустом, а центральную часть крыши обрамляла ажурная решётка. Над тремя верхними арочными окнами в левой половине фасада размещался медальон с годом строительства в кириллической системе счёта: «АЦИ». У окон второго этажа находилась симметричная пара балконов с выступающими колоннами и фигурной оградой.
После окончания строительства Вашков получил квартиру в здании и проживал в нём до конца жизни. В 1945 году дом было решено увеличить, руководить проектом поручили архитектору Борису Львовичу Топазу. Он разработал проект надстройки дома на два дополнительных этажа. Во время работ утратили ряд барельефов, решётку крыши, демонтировали балконы и шатровую кровлю. При этом, по мнению искусствоведов, перестройка здания была выполнена относительно деликатно, сохранилась значительная часть оригинального замысла.
С конца XIX века до начала 1920-х годов на первом этаже здания работало одно из многочисленных московских кондитерских кафе Бартельса. После революции и национализации верхние этажи оставались жилыми, нижние занимали магазины.
В советское время дом появлялся в кино: например, в комедии «Подкидыш» и «Покровские ворота». С 1989 года подвал здания арендует зоомагазин «Морской аквариум на Чистых Прудах». По отзывам жильцов, солёная вода и повышенная влажность провоцируют рост грибка на стенах и перекрытиях, что наносит существенный урон зданию. В начале 2000-х в исторический облик дома внёс изменения ещё один коммерческий арендатор: одно из центральных окон второго этажа переделали в дверь, к ней подвели стилизованную под модерн чугунную лестницу с ажурной решёткой, украшенной фигурами зверей и птиц. В интерьерах внутренних помещений частично сохранился оригинальный декор: решётки лестниц, двери, рельефная лепнина потолков.
В 2016 году на средства московского правительства был отреставрирован фасад, однако полноценной реставрации лепного декора не проводилось, поэтому барельефы продолжают разрушаться.

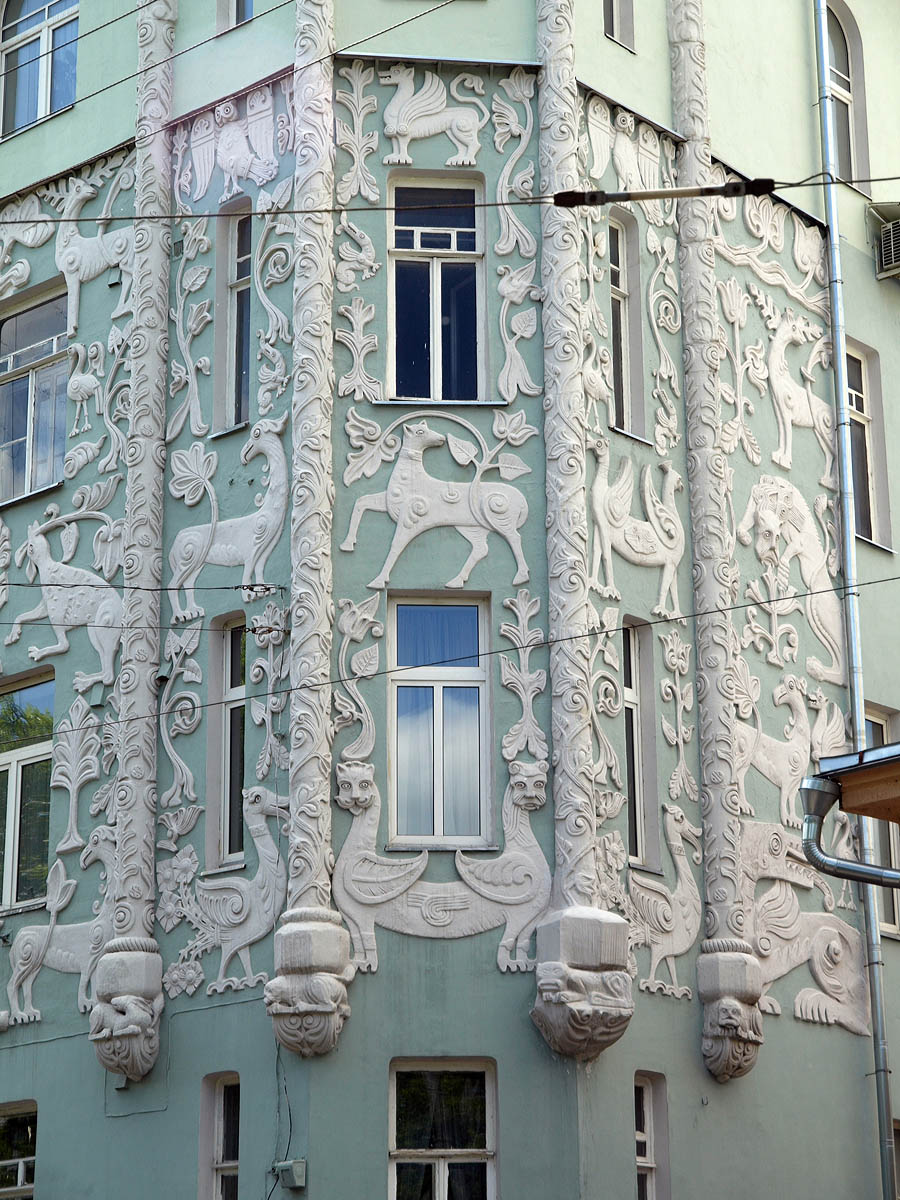
Ажурные пилястры в угловой части, 2008 год
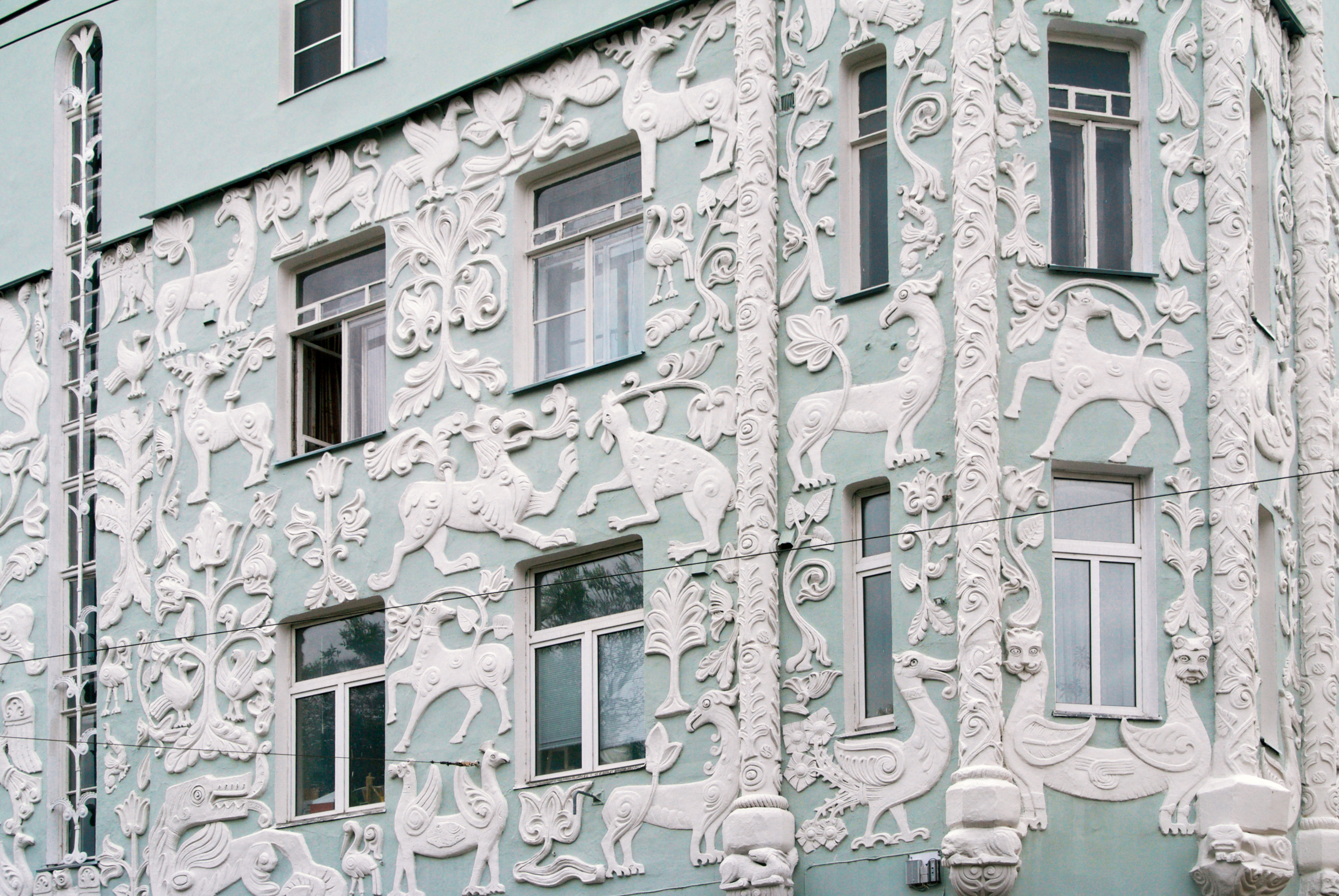
Лепнина фасада, 2016 год
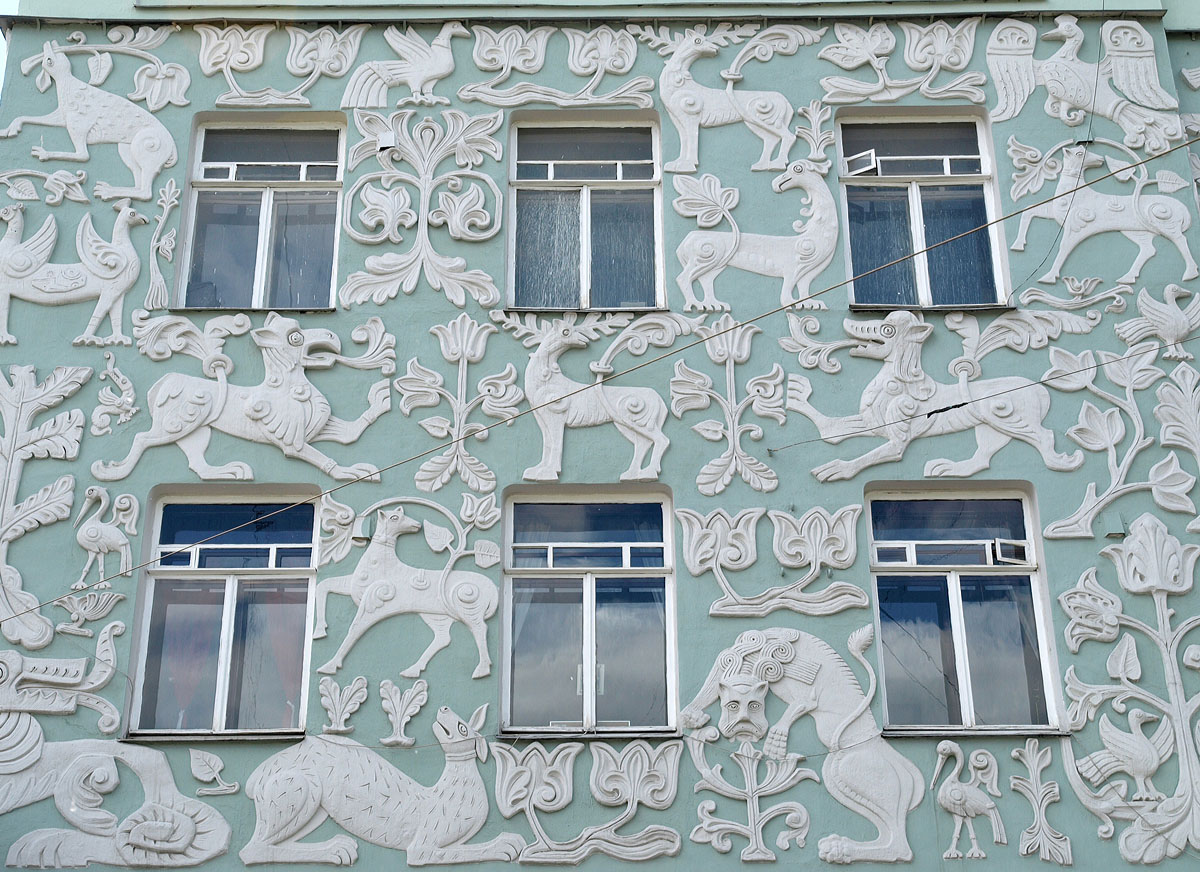
Мифологические существа, 2008 год
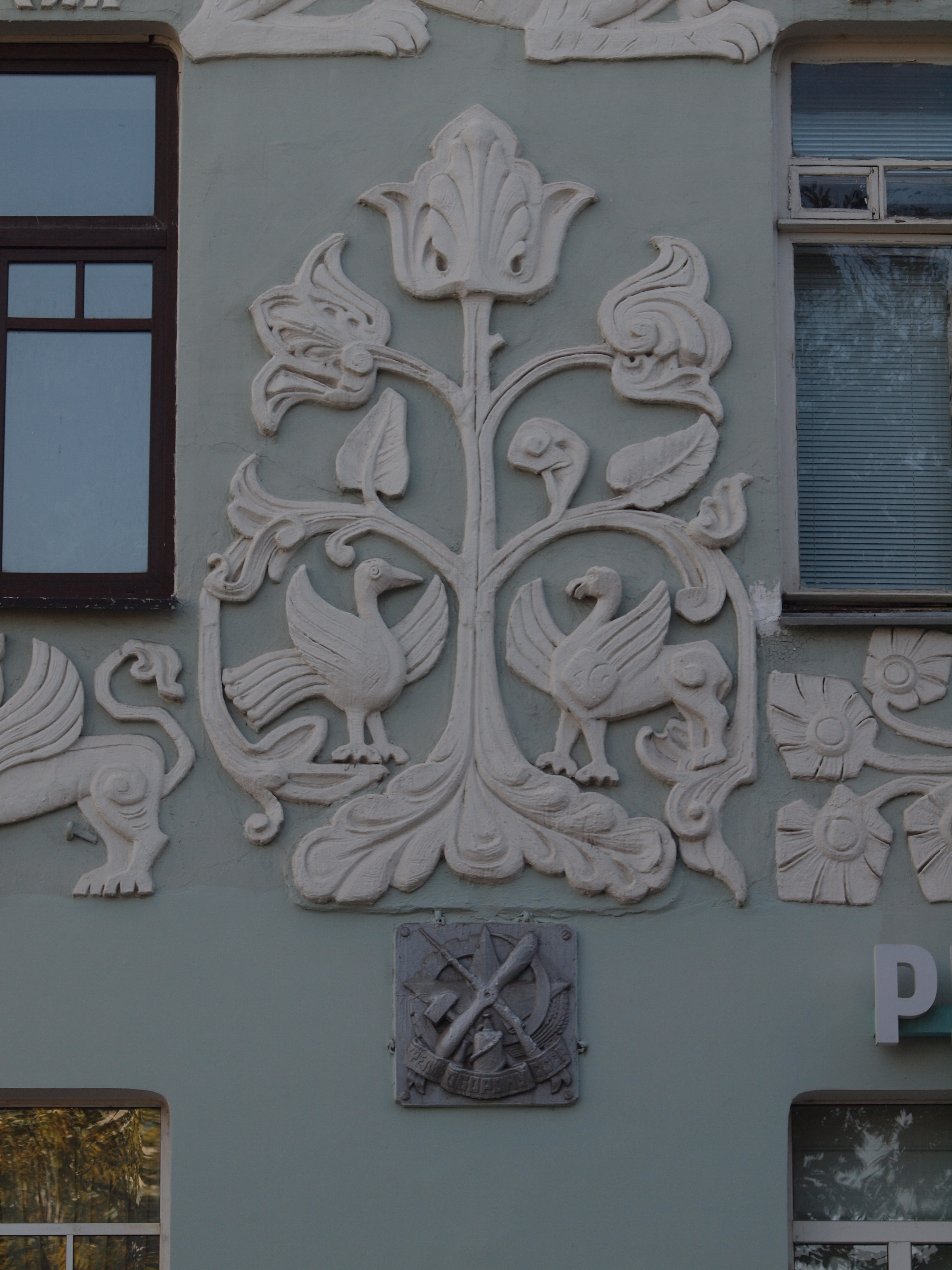
Знак «Крепим оборону СССР» с эмблемой Осавиахима, 2018 год